# (13895) Letkasagjonica
(13895) Letkasagjonica est un astéroïde de la ceinture principale.

## Description
(13895) Letkasagjonica est un astéroïde de la ceinture principale. Il fut découvert le 29 septembre 1973 à Palomar par Cornelis Johannes van Houten, Ingrid van Houten-Groeneveld et Tom Gehrels. Il présente une orbite caractérisée par un demi-grand axe de 2,94 UA, une excentricité de 0,11 et une inclinaison de 1,6° par rapport à l'écliptique.

## Compléments